# Convexa
Convexa is een geslacht van kevers uit de familie glimwormen (Lampyridae). Het geslacht werd voor het eerst wetenschappelijk beschreven in 2009 door Ballantyne.

## Soorten
- Convexa wolfi (E. Olivier, 1910)
  - = Luciola wolfi Olivier, 1910
  - =[1] Atyphella wolfi (Olivier, 1910)